# Pradaria
Uma pradaria ou relvado é uma planície vasta e aberta onde não há sinal de árvores nem arbustos, com capim baixo em abundância. Estão localizadas em praticamente todos os continentes, com maior ocorrência na América do Norte. A pradaria brasileira é o pampa gaúcho.

## Características

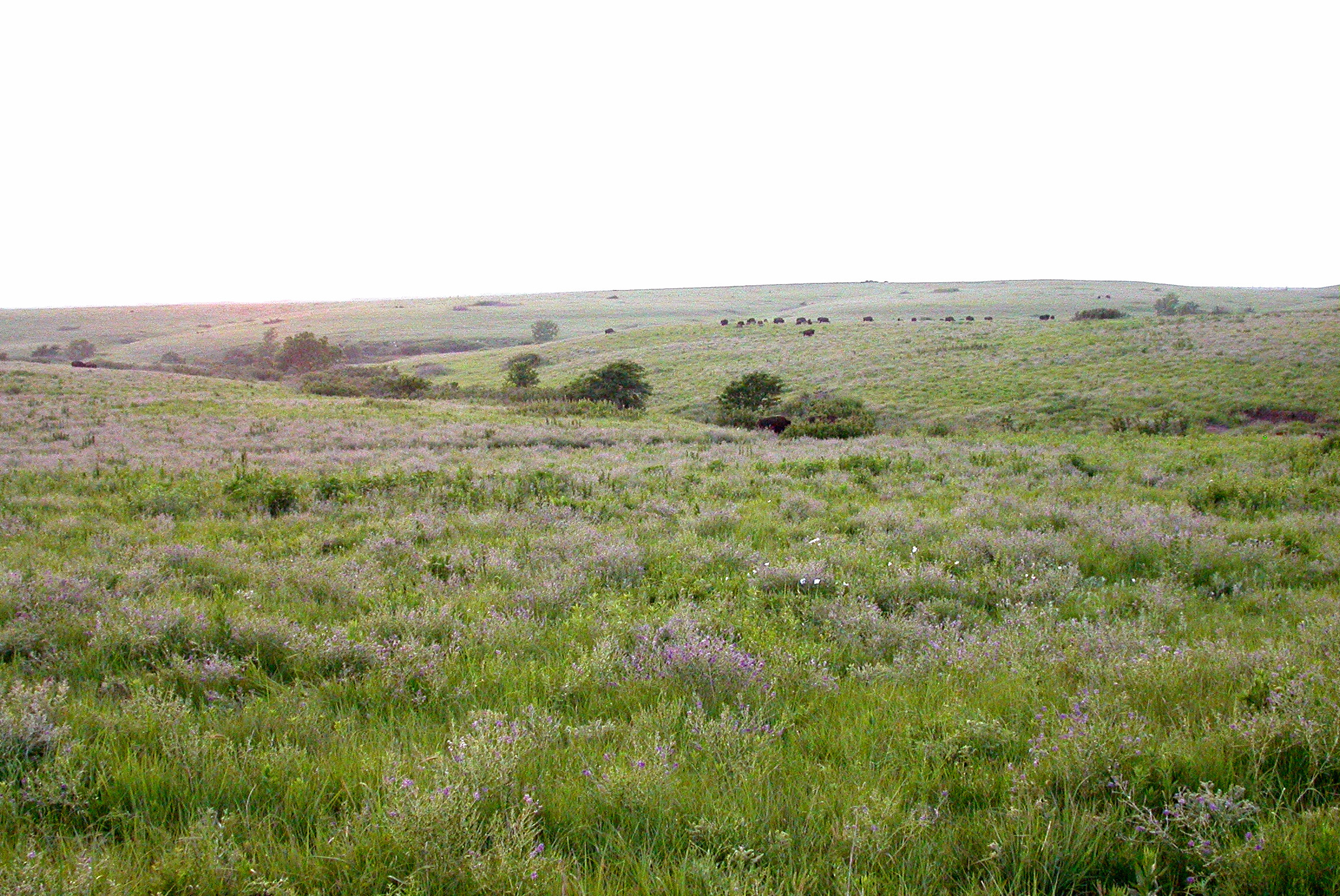
Pradaria no estado do Kansas, nos Estados Unidos

São regiões muito amplas e oferecem pastagens naturais para animais de pastoreio e as principais espécies agrícolas alimentares foram obtidas das gramíneas naturais através de seleção artificial. Ocorre em regiões onde a queda pluviométrica é muito baixa para suportar a forma de vida da floresta ou em regiões de floresta onde as questões edáficas favoreçam o desenvolvimento de gramíneas e desfavoreça o de plantas lenhosas.
O solo geralmente é cheio de túneis e tocas de animais. As pradarias são também encontradas ao lado de desertos. O clima varia bastante: as pradarias tropicais são quentes durante o ano, mas as pradarias temperadas têm estações quentes e frias e seu clima é úmido.
Formam extensas áreas de paisagens naturais, muito utilizadas por muitos países para o desenvolvimento da atividade pecuária.
Na América do Sul, as pradarias, localizadas na Argentina, Uruguai e no estado do Rio Grande do Sul, no Brasil, também são chamadas de pampas.
Existem três tipos básicos de pradarias:
- Pradarias altas: nos locais mais úmidos que apresentam gramíneas de até dois metros de altura e raízes muito profundas.
- Pradarias mistas: apresenta uma grande diversidade florística presente em solos altamente férteis.
- Pradarias baixas: que apresenta menor diversidade e gramíneas de pequeno porte.

## Flora
Predominam gramíneas; alguns arbustos e flores mas quase nenhuma árvore.
Um exemplo típico de pradaria encontra-se no estado do Dakota do Sul, nos Estados Unidos.
Esta área é protegida, e está englobada no Parque Nacional Badlands.
Não existe muito mais vegetação porque esta pradaria fica nas encostas rochosas.

## Fauna
Alguns dos animais mais conhecidos que habitam as pradarias são os cães–da–pradaria, pica-paus, perdizes, pombos, veados–mula, antilocapras, avestruzes e cavalos. Os cães–da–pradaria estão geralmente protegidos nos parques em que habitam, mas há relatos de que os rancheiros os matam porque estes escavam buracos nos pastos.

## Economia e impactos ambientais
Nas pradarias, a principal movimentação econômica retirada do solo vem com os pastos, bastante comuns nesse tipo de vegetação. Por ser uma vegetação baixa, há mais espaço para o desenvolvimento do pastoreio. Nas pradarias norte-americanas, existem milhares de búfalos. Estes produzem uma carne bastante nobre. Nos pampas, a pecuária também é dominante nessa vegetação.
Por serem animais pesados e, em função do clima, ser bem seca, as pradarias vivem bastante próximas dos desertos, que assim, vão avançando. As pradarias facilitam, dessa maneira, o processo de desertificação.